# Palacio de los Deportes
Palacio de los Deportes is een overdekte arena in Mexico City, Mexico . Het bevindt zich in het Magdalena Mixhuca Sports City- complex, vlak bij de internationale luchthaven van Mexico City en tegenover de Foro Sol, waar ook sportieve en artistieke evenementen worden gevierd. Het gebouw wordt beheerd door Grupo CIE . De arena werd geopend in 1968 en heeft 20.000 zitplaatsen. De totale capaciteit is ongeveer 26.000.